# كينغسبوري (نيويورك)
كينغسبوري (بالإنجليزية: Kingsbury, New York)‏ هي بلدة أمريكية تقع في الولايات المتحدة في مقاطعة واشنطن، نيويورك. يقدر عدد سكانها بـ 11,171 نسمة ومساحتها 103.6 كم2 وترتفع عن سطح البحر 83 متر.